# Tumbezia salvini
Tumbezia salvini là một loài chim trong họ Tyrannidae.
Đây là loài duy nhất trong chi Tumbezia. Đây là loài đặc hữu của Peru, nơi sinh sống tự nhiên của nó là rừng khô nhiệt đới hoặc cận nhiệt đới, rừng ẩm thấp nhiệt đới hoặc cận nhiệt đới, và vùng cây bụi khô nhiệt đới hoặc cận nhiệt đới. Loài chim này bị đe dọa bởi mất môi trường sống. 